# Acino (anatomia)

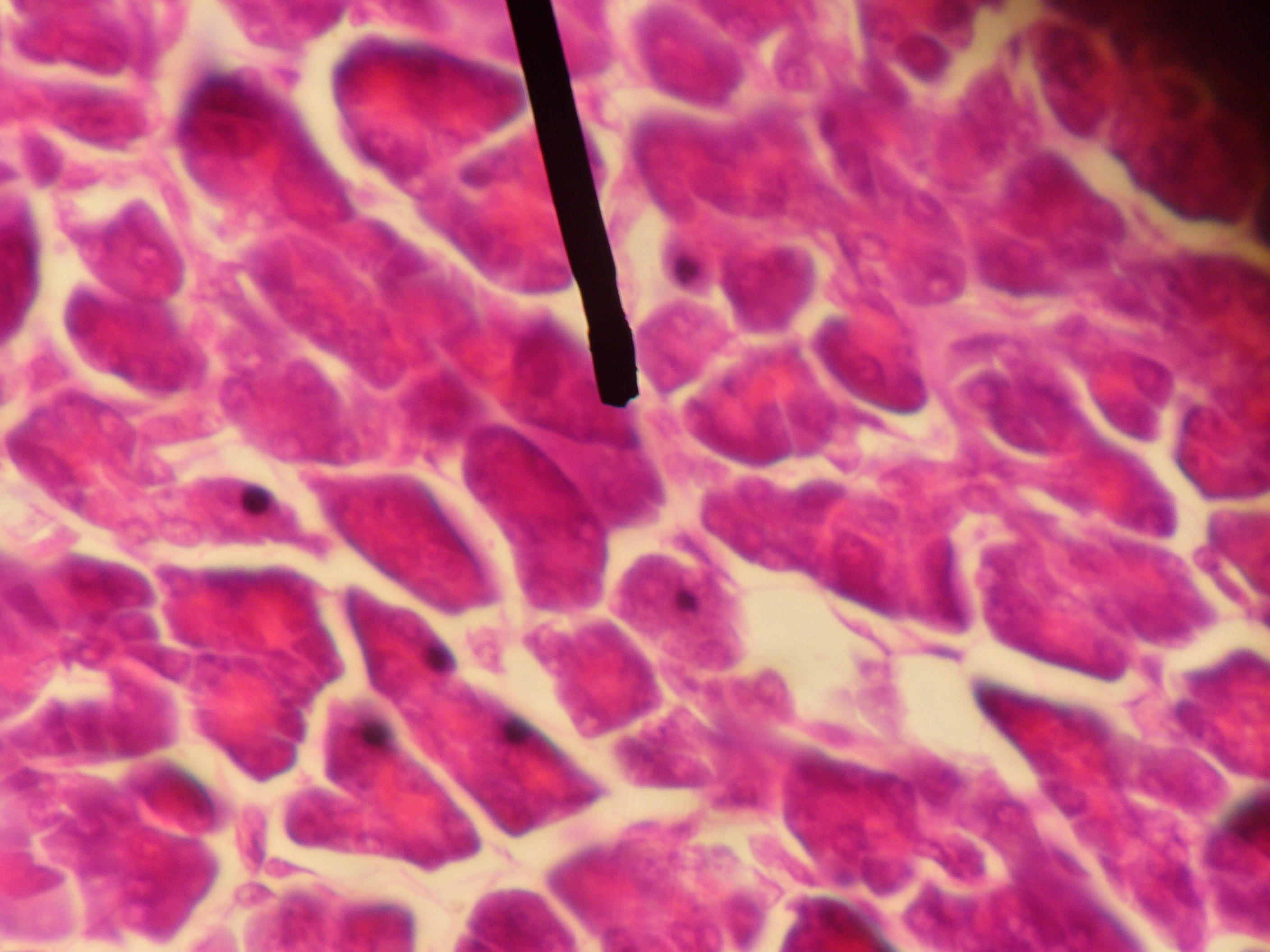
Cellule acinose umane

Un acino (plurale, acini; aggettivo, acinoso o acinare; dal latino Acinus "bacca") in anatomia è un qualsiasi gruppo di cellule la cui forma assomigli a quella di un frutto aggregato composto da molte drupe come il lampone o la mora. La porzione secernente di diverse ghiandole esocrine, detta adenomero, è di forma acinosa, così come il sacco alveolare contenente gli alveoli nei polmoni.

## Ghiandole esocrine
Le ghiandole esocrine acinose sono localizzate in molti organi, tra cui:
- lo stomaco
- la ghiandola sebacea del cuoio capelluto
- le ghiandole salivari della lingua
- il fegato
- le ghiandole lacrimali
- le ghiandole mammarie
- il pancreas
- le ghiandole bulbouretrali (di Cowper)

I follicoli tiroidei possono anche essere considerati di formazione acinosa ma in questo caso i follicoli, essendo parte di una ghiandola endocrina, fungono da deposito ormonale e non da componente escretoria.
Nella colorazione con ematossilina eosina gli acini mucosi di solito si colorano di pallido, mentre gli acini sierosi di solito si colorano di scuro.

## Polmoni
La fine dei bronchioli respiratori nei polmoni segna l'inizio di un acino polmonare che include i dotti alveolari, i sacchi alveolari e gli alveoli.